# Zapasy na Letnich Igrzyskach Olimpijskich 1996 – kategoria do 48 kg w stylu klasycznym
Zmagania mężczyzn do 48 kg to jedna z dziesięciu męskich konkurencji w zapasach w stylu klasycznym rozgrywanych podczas Letnich Igrzysk Olimpijskich 1996. Pojedynki w tej kategorii wagowej odbyły się w dniach 20 – 21 lipca.

## Klasyfikacja[1]
| Pozycja | Nazwisko             | Kraj              |
| ------- | -------------------- | ----------------- |
| 1       | Sim Gwon-ho          | Korea Południowa  |
| 2       | Aleksandr Pawłow     | Białoruś          |
| 3       | Zafar Gulijew        | Rosja             |
| 4       | Kang Yong-gyun       | Korea Północna    |
| 5       | Wilber Sánchez       | Kuba              |
| 6       | Gela Papaszwili      | Gruzja            |
| 7       | Hiroshi Kado         | Japonia           |
| 8       | Joanis Angakadzanian | Grecja            |
| 9       | Francesco Costantino | Włochy            |
| 10      | Bayram Özdemir       | Turcja            |
| 11      | Bratan Cenow         | Bułgaria          |
| 12      | Oleg Kuczerenko      | Niemcy            |
| 13      | Mujaahid Maynard     | Stany Zjednoczone |
| 14      | Tahir Zahidov        | Azerbejdżan       |
| 15      | Piotr Jabłoński      | Polska            |
| 16      | José Ochoa           | Wenezuela         |
| 17      | Enrique Aguilar      | Meksyk            |
| 18      | Jorge Yllescas       | Peru              |
| 19      | Abdullah Al-Izani    | Jemen             |

## Zasady[2]
- TO — Łopatki
- PP — Na punkty (Pokonany zdobył punkty)
- PO — Na punkty (Pokonany bez punktów)
- PA — Kontuzja
- ST — Przewaga (10 punktów różnicy, pokonany bez punktów)
- DQ — Dyskwalifikacja

## Wyniki

### Runda 1
|                      | Wynik |                      | Punkty |
| 1/16                 | 1/16  | 1/16                 | 1/16   |
| -------------------- | ----- | -------------------- | ------ |
| Zafar Gulijew        | 3–2   | Hiroshi Kado         | 3–1 PP |
| Bayram Özdemir       | 11–0  | Enrique Aguilar      | 4–0 ST |
| Jorge Yllescas       | 0–10  | Joanis Angakadzanian | 0–4 ST |
| Francesco Costantino | 6–8   | Gela Papaszwili      | 1–3 PP |
| Bratan Cenow         | 10–0  | Abdullah Al-Izani    | 4–0 ST |
| Oleg Kuczerenko      | 10–0  | Tahir Zahidov        | 4–0 ST |
| Wilber Sánchez       | 12–3  | Mujaahid Maynard     | 3–1 PP |
| Aleksandr Pawłow     | 11–0  | José Ochoa           | 4–0 ST |
| Kang Yong-gyun       | 9–3   | Piotr Jabłoński      | 3–1 PP |
| Sim Gwon-ho          |       | Bez walki            |        |

### Runda 2
|                   | Wynik |                      | Punkty |
| 1/8               | 1/8   | 1/8                  | 1/8    |
| ----------------- | ----- | -------------------- | ------ |
| Sim Gwon-ho       | 2–1   | Zafar Gulijew        | 3–1 PP |
| Bayram Özdemir    | 2–3   | Joanis Angakadzanian | 0–4 DQ |
| Gela Papaszwili   | 7–4   | Bratan Cenow         | 3–1 PP |
| Oleg Kuczerenko   | 1–1   | Wilber Sánchez       | 1–3 PP |
| Aleksandr Pawłow  | 3–2   | Kang Yong-gyun       | 3–1 PP |
| Repasaże          |       |                      |        |
| Hiroshi Kado      | 10–0  | Enrique Aguilar      | 4–0 ST |
| Jorge Yllescas    | 0–10  | Francesco Costantino | 0–4 ST |
| Abdullah Al-Izani | 0–11  | Tahir Zahidov        | 0–4 ST |
| Mujaahid Maynard  | 4–2   | José Ochoa           | 4–0 TO |
| Piotr Jabłoński   |       | Bez walki            |        |

### Runda 3
|                      | Wynik |                      | Punkty |
| 1/4                  | 1/4   | 1/4                  | 1/4    |
| -------------------- | ----- | -------------------- | ------ |
| Sim Gwon-ho          | 4–1   | Joanis Angakadzanian | 3–1 PP |
| Gela Papaszwili      |       | Bez walki            |        |
| Wilber Sánchez       |       | Bez walki            |        |
| Aleksandr Pawłow     |       | Bez walki            |        |
| Repasaże             |       |                      |        |
| Piotr Jabłoński      | 1–9   | Hiroshi Kado         | 1–3 PP |
| Francesco Costantino | 5–0   | Tahir Zahidov        | 3–0 PO |
| Mujaahid Maynard     | 0–6   | Zafar Gulijew        | 0–3 PO |
| Bayram Özdemir       | 4–0   | Bratan Cenow         | 3–0 PO |
| Oleg Kuczerenko      | 0–3   | Kang Yong-gyun       | 0–3 PO |

### Runda 4
|                | Wynik    |                      | Punkty   |
| Półfinał       | Półfinał | Półfinał             | Półfinał |
| -------------- | -------- | -------------------- | -------- |
| Sim Gwon-ho    | 11–0     | Gela Papaszwili      | 4–0 ST   |
| Wilber Sánchez | 0–5      | Aleksandr Pawłow     | 0–3 PO   |
| Repasaże       |          |                      |          |
| Hiroshi Kado   | 4–0      | Francesco Costantino | 3–0 PO   |
| Zafar Gulijew  | 7–0      | Bayram Özdemir       | 3–0 PO   |
| Kang Yong-gyun | 10–0     | Joanis Angakadzanian | 4–0 ST   |

### Runda 5
|               | Wynik    |                | Punkty   |
| Repasaże      | Repasaże | Repasaże       | Repasaże |
| ------------- | -------- | -------------- | -------- |
| Hiroshi Kado  | 0–11     | Kang Yong-gyun | 0–4 ST   |
| Zafar Gulijew |          | Bez walki      |          |

### Runda 6
|                 | Wynik    |                | Punkty   |
| Repasaże        | Repasaże | Repasaże       | Repasaże |
| --------------- | -------- | -------------- | -------- |
| Gela Papaszwili | 0–6      | Zafar Gulijew  | 0–3 PO   |
| Kang Yong-gyun  | 7–0      | Wilber Sánchez | 3–0 PO   |

### Finały[12]
|                  | Wynik            |                      | Punkty           |
| O siódme miejsce | O siódme miejsce | O siódme miejsce     | O siódme miejsce |
| ---------------- | ---------------- | -------------------- | ---------------- |
| Hiroshi Kado     | 1–0              | Joanis Angakadzanian | 4–0 PA           |
| O piąte miejsce  |                  |                      |                  |
| Gela Papaszwili  | 0–4              | Wilber Sánchez       | 0–3 PO           |
| O brązowy medal  |                  |                      |                  |
| Zafar Gulijew    | 4–0              | Kang Yong-gyun       | 3–0 PO           |
| Finał            |                  |                      |                  |
| Sim Gwon-ho      | 4–0              | Aleksandr Pawłow     | 3–0 PO           |